# نهائي كأس إسبانيا 1976
```
نهائي كأس إسبانيا 1976
  هو النهائي 74 . لعبت المباراة النهائية في 
ملعب سانتياغو برنابيو
 في 
مدريد
 ، في 26 يونيو 1976 ، وفاز بها 
أتلتيكو مدريد
 بعد تغلبه على 
ريال سرقسطة
 1-0 .
```